# Hemonia micrommata
Hemonia micrommata là một loài bướm đêm thuộc phân họ Arctiinae, họ Erebidae.